# 27-ма змішана авіаційна дивізія (РФ)
27-ма змішана авіаційна дивізія — оперативне з'єднання Повітряно-космічних сил Росії у складі 4-ї армії ВКС. Дивізія створена була у 2014-2015 роках в Криму
Місце дислокації командування — Бельбек.

## Склад
27-ма змішана авіаційна дивізія складається з трьох полків:
- 37-й змішаний авіаційний полк (Гвардійське):
  - бомбардувальна ескадрилья 12 од. Су-24м2,
  - штурмова ескадрилья 12 од. Су-25СМ),
- 38-й винищувальний авіаційний полк, в/ч 80159 (Бельбек):
  - 2 винищувальні ескадрильї 12 од. Су-27СМ, 3 од. Су-27, 9 од. Су-27П, 2 од. Су-27УП, 2 од. Су-27УБ, 5 од. Су-30М2,
- 39-й вертолітний полк, в/ч 46453, (Джанкой):
  - 2 вертолітні ескадрильї 12 од. Мі-35М, 16 од. Ка-52, 4 од. Мі-8АМТШ, Мі-26.